# Staroje Mozino (przystanek kolejowy)
Staroje Mozino (ros. Старое Мозино) – przystanek kolejowy w pobliżu miejscowości Staroje Mozino, w rejonie gatczyńskim, w obwodzie leningradzkim, w Rosji. Położony jest na linii dawnej Kolei Warszawsko-Petersburskiej.